# Västra Stormyrtjärnen
Västra Stormyrtjärnen är en sjö i Piteå kommun i Norrbotten och ingår i Lillpiteälvens huvudavrinningsområde.